# Per Ribbing
Baron Per Ribbing af Zernava (znany też jako Pehr Lennartsson Ribbing), (ur. 14 maja 1670 w Sztokholmie, zm. 14 kwietnia 1719 tamże). Polityk szwedzki. Pełnił funkcję moderatora szwedzkiego parlamentu stanów (Lantmarskalk) do swej śmierci, po czym zastąpił go na tym stanowisku Arvid Horn. Został pochowany w kościele Św. Klary w Sztokholmie. Gdy król Karol XII zginął w Norwegii w 1718 roku, wielu deputowanych miało nadzieję na zniesienie monarchii absolutnej. Jednym z nich był właśnie Ribbing. W latach 1714–1719 był gubernatorem miasta Uppsala. Zmarł bezpotobnie 14 kwietnia 1719.